# Daniele Kovačić
Daniele Kovačić, italijanski novinar, * 29. julij 1988, Koper.
Dela za italijanski program televizije TV Koper-Capodistria. Voditelj je dnevnika "TuttOggi", tedensko informativne oddaje o aktualnih temah z gosti v studju "Meridiani" in "Focus", pogovor v studiu z uglednimi domačimi in tujimi osebnostmi, ki skozi pripovedovanje o svojih življenjskih izkušenj predstavijo lastne poglede na sedanjost.

## Življenje
Do leta 2007 živi v Bujah, potem se preseli v Trst. Prve delovne izkušnje je pridobil v uredništvu informativnega programa "Trieste Oggi TV", kjer je delal kot novinar. Med 2008 in 2014 vodi uredništvo radijske postaje tržaške univerze "RadioInCorso". V tistem obdobju sodeluje tudi z tednikom "Il Tuono", prav tako v Trstu. Pokriva področja izobraževanja, znanosti in kulture.
V decembru leta 2010 začne sodelovati z RTV Slovenija v informativnem uredništvu Radio Capodistria.
Med 2011 in 2013 sodeluje z dvotednikom "La Voce di Trieste" za katerga pripravlja rubriko "Senza confini – brez meja". Postane dopisnik v tujini na spletnim časopisom "L'Indro" iz Turina (Italija). Od 2011 do 2015 je dopisnik reškega časopisa "La Voce del Popolo". Od 2012 do 2014 sem sodeloval tudi z mesečnikom "Bujština – Il Buiese".
Od aprila 2013 redno sodeluje z informativnem programu v italijaskem jeziku TV Koper-Capodistria.
V letu 2016 je uspešno opravil tečaj "metode audiovizualne produkcije" pri "Centro Sperimentale di Cinematografia" v Rimu (Center za sperimentalno kinematografijo), kjer je pridobil osnovna znanja snemanja in montaže.